# Pandora cicadellis
Pandora cicadellis är en svampart som först beskrevs av Z.Z. Li & M.Z. Fan, och fick sitt nu gällande namn av Z.Z. Li, M.Z. Fan & B. Huang 1998. Pandora cicadellis ingår i släktet Pandora och familjen Entomophthoraceae.   Inga underarter finns listade i Catalogue of Life.